# Eugène Pottier
Pour les articles homonymes, voir Pottier.
Eugène Pottier, né le 5 octobre 1816 à Paris et mort le 6 novembre 1887 dans la même ville, est un goguettier, poète et révolutionnaire français, auteur des paroles de L'Internationale.

## Biographie
Dessinateur sur étoffes, Eugène Pottier compose sa première chanson, Vive la Liberté, en 1830. En 1840, il publie Il est bien temps que chacun ait sa part. Il participe à la Révolution de 1848. Sous le Second Empire, il crée une maison d'impression sur étoffes et, en 1864, il est à l'origine de la création de la Chambre syndicale des dessinateurs, qui adhère ensuite à la Première Internationale.
Lorsque la France déclare la guerre à la Prusse en juillet 1870, il est signataire du manifeste de la section parisienne de l'Internationale dénonçant la guerre. Membre de la garde nationale, il participe aux combats durant le siège de Paris de 1870, puis il prend une part active à la Commune de Paris, dont il est élu membre pour le 2e arrondissement. Il siège à la commission des Services publics. Il participe aux combats de la Semaine sanglante. En juin 1871, caché dans Paris, il compose son poème L'Internationale et se réfugie  en Angleterre. Condamné à mort par contumace le 17 mai 1873, il s’exile aux États-Unis, d'où il organise la solidarité pour les communards déportés. C'est de là aussi qu'il adhère à la franc-maçonnerie,, puis au Parti ouvrier socialiste d'Amérique. Ruiné et à demi paralysé, il revient en France après l’amnistie de 1880.
Eugène Pottier fréquente les goguettes. En 1883, il présente une chanson au concours de la célèbre Lice chansonnière et remporte la médaille d'argent.
Il retrouve à cette occasion le chansonnier Gustave Nadaud qu'il avait croisé en 1848 et à qui il avait alors fait une forte impression.

Grâce à ces retrouvailles, une cinquantaine de chansons sont publiées pour la première fois en 1884 et sauvées de l'oubli par Nadaud, qui, très loin de partager ses opinions politiques, admire néanmoins beaucoup le talent poétique de Pottier, dont il a financé l'impression du recueil, en terminant sa préface élogieuse par ce distique : 
La politique nous sépare

Et la chanson nous réunit.
Cette initiative de Nadaud incitera les amis politiques de Pottier à publier, en 1887, ses Chants révolutionnaires, volume comprenant une préface d'Henri Rochefort, et incluant pour la première fois le texte de L'Internationale.
C'est la même année qu'un jeune professeur guesdiste, Charles Gros, lui-même poète, remarque le texte et le communique à la section lilloise du Parti ouvrier. Gustave Delory, futur maire de Lille demande alors à Pierre Degeyter, autre Lillois, quoique né le 8 octobre 1848 à Gand, de le mettre en musique.
Eugène Pottier acquiert la célébrité un an après sa mort, en 1888. Une souscription est ouverte dès 1889 par le journal la Clameur Révolutionnaire de Louis Besse, pour qu'un monument soit érigé en son honneur, mais celui-ci ne verra jamais le jour et il faudra attendre 1905 pour que seule sa tombe soit modestement décorée.

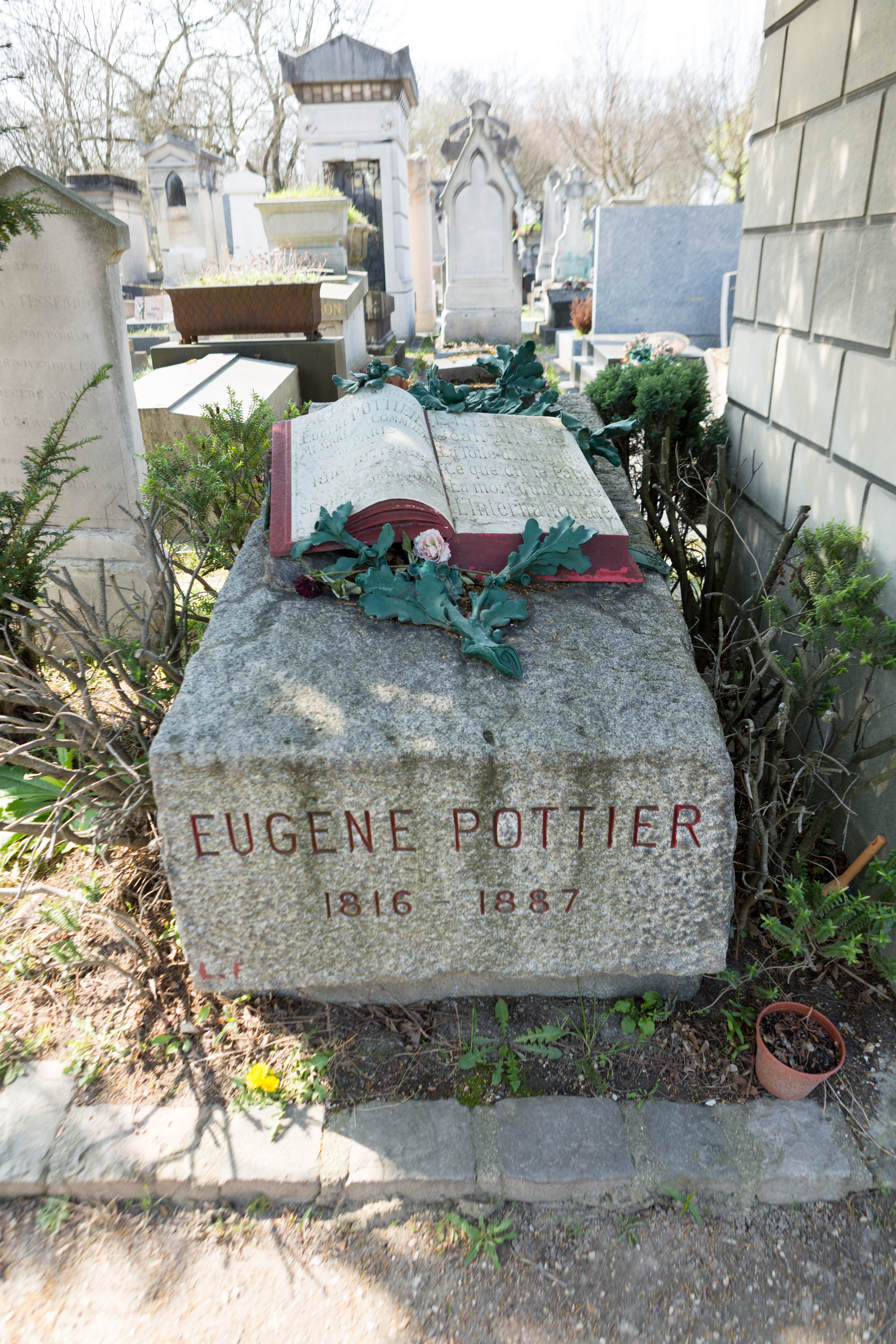
Tombe d'Eugène Pottier au cimetière du Père-Lachaise (division 95).

Ses chansons sont reprises après sa mort, que ce soit par des artistes d'inspiration socialiste, communiste, anarchiste ou libertaire. En 2010, Sébastien Ducret a mis en musique plus d'une vingtaine de textes d'Eugène Pottier. Le premier disque entièrement consacré à Eugène Pottier est sorti en décembre 2011, il s'intitule : Quel est le fou ?.
Eugène Pottier est inhumé au cimetière du Père-Lachaise (95e division) à Paris.
Dans sa chanson La commune, Jean Ferrat évoque le combat de Pottier :

« Il y a cent ans commun commune, comme un espoir mis en chantier
Ils se levèrent pour la Commune en écoutant chanter Pottier »

## Recueils de poèmes et chansons
- Poésies d'économie sociale et chants socialistes révolutionnaires, Paris : H. Oriol, 1884
- Quel est le fou ? chansons, préface de Gustave Nadaud, Paris : H. Oriol, 1884
- Chants révolutionnaires, préface de Henri Rochefort, appréciations de Gustave Nadaud et de Jules Vallès, Paris : Dentu, 1887 Texte en ligne (1) sur Wikisource (2) sur Gallica (3) sur le site de la Bibliothèque municipale de Lisieux
- Œuvres complètes, rassemblées, présentées et annotées par Pierre Brochon, Paris : F. Maspero, 1966
- Poèmes, chants & chansons, précédés d'une notice par Jules Vallès, illustré par Steinlen, Willette, Grün et al., Cœuvres-&-Valsery : Ressouvenances, 1997
- Poèmes et chansons, choisis et présentés par Jacques Gaucheron, Pantin : Le Temps des cerises, 1999

### Notices biographiques
- Jules Clère, Les hommes de la Commune : Biographie complète de tous ses membres, Paris, Libraire-éditeur É. Dentu, 1871, xiv-195, 1 vol. in-18 (OCLC 457798492, lire en ligne sur Gallica), p. 128-130
  - Jules Clère, Les hommes de la Commune : Biographie complète de tous ses membres, Paris, Libraire-éditeur É. Dentu, 1871, 4e éd. (1re éd. 1871), vi-215, 1 vol. in-18 (lire en ligne sur Gallica), p. 143-144
- Paul Delion, Les membres de la Commune et du Comité central, Paris, A. Lemerre éditeur, août 1871, 446 p. (lire en ligne sur Gallica), p. 163-167
- Bernard Noël, Dictionnaire de la Commune, Coaraze, L'Amourier éditions, coll. « Bio », avril 2021 (1re éd. 1971), 799 p. (ISBN 978-2-36418-060-4, ISSN 2259-6976, présentation en ligne), p. 633-634
- « Notice Pottier Eugène, Edme », sur maitron.fr, Le Maitron, dictionnaire bibliographique du mouvement ouvrier et du mouvement social, Association Les Amis du Maitron (consulté le 17 août 2021)
  - « Notice Pottier Eugène, Edme [Dictionnaire biographique du mouvement social francophone aux États-Unis] », sur maitron.fr, Le Maitron, Association Les Amis du Maitron (consulté le 17 août 2021)